# 北马驹三结义庙
北马驹三结义庙位于山西省临汾市洪洞县龙马乡北马驹村，仅存戏台、献亭、正殿和垛殿，额枋硕大，曾改为厂房，破坏严重。2016年6月6日北马驹三结义庙公布为第五批山西省文物保护单位。